# Gyarancita
Gyarancita is een kevergeslacht uit de familie van de boktorren (Cerambycidae). De wetenschappelijke naam van het geslacht werd voor het eerst geldig gepubliceerd in 1963 door Breuning.

## Soorten
Gyarancita is monotypisch en omvat slechts de volgende soort:
- Gyarancita rondoni Breuning, 1963